# Catala roseonigra
Catala roseonigra – gatunek pluskwiaków różnoskrzydłych z rodziny zajadkowatych.

## Opis
Spośród innych przedstawicieli rodzaju Catala wyróżnia się dwubarwnym przedpleczem. Jaśniejsze są na nim kolce oraz może być żółto lub pomarańczowo obrzeżone. 

## Występowanie
Gatunek ten jest endemitem Madagaskaru.